# Ronde van Polen 2010
De 67e editie van de Ronde van Polen (Pools: Wyścig Dookoła Polski 2010) werd verreden van 1 tot en met 7 augustus 2010. De ronde werd in zeven etappes verreden over een afstand van 1256,5 kilometer. Ook dit jaar maakte de ronde deel uit van de ProTour.
Eindwinnaar werd Daniel Martin uit Ierland. Het bergklassement werd gewonnen door Johnny Hoogerland, hij won ook het tussensprintklassement. Het puntenklassement werd door Allan Davis gewonnen en het ploegenklassement door Team Garmin-Transitions.

## Startlijst
Er namen 23 ploegen deel die elk met acht renners aan de start verschenen.
| 18 UCI ProTour-ploegen | 18 UCI ProTour-ploegen | 18 UCI ProTour-ploegen | 5 wildcards     |
| ---------------------- | ---------------------- | ---------------------- | --------------- |
| AG2R-La Mondiale       | Garmin-Transitions     | Team HTC-Columbia      | BMC Racing Team |
| Astana                 | Lampre-Farnese Vini    | Team Katjoesja         | Vacansoleil     |
| Caisse d'Epargne       | Liquigas-Doimo         | Team Milram            | Cervélo         |
| Euskaltel-Euskadi      | Omega Pharma-Lotto     | Team RadioShack        | Skil-Shimano    |
| Footon-Servetto-Fuji   | Quick Step             | Team Saxo Bank         | Polska BGŻ      |
| Française des Jeux     | Rabobank               | Team Sky               |                 |

## Etappe-overzicht
| etappe | datum      | start            | finish              | afstand  | winnaar             | klassementsleider |
| ------ | ---------- | ---------------- | ------------------- | -------- | ------------------- | ----------------- |
| 1e     | 1 augustus | Sochaczew        | Warschau            | 175,1 km | Jacopo Guarnieri    | Jacopo Guarnieri  |
| 2e     | 2 augustus | Rawa Mazowiecka  | Dąbrowa Górnicza    | 240,0 km | André Greipel       | Allan Davis       |
| 3e     | 3 augustus | Sosnowiec        | Katowice            | 122,1 km | Jawhen Hoetarovitsj | Allan Davis       |
| 4e     | 4 augustus | Tychy            | Cieszyn             | 177,9 km | Mirco Lorenzetto    | Mirco Lorenzetto  |
| 5e     | 5 augustus | Jastrzębie Zdrój | Ustroń              | 149,0 km | Daniel Martin       | Daniel Martin     |
| 6e     | 6 augustus | Oświęcim         | Bukowina Tatrzańska | 228,5 km | Bauke Mollema       | Daniel Martin     |
| 7e     | 7 augustus | Nowy Targ        | Krakau              | 163,9 km | André Greipel       | Daniel Martin     |

## Klassementsleiders
| Etappe    | Winnaar             | Algemeen         | Punten           | Berg              | Tussensprint      | Ploegen        |
| 1         | Jacopo Guarnieri    | Jacopo Guarnieri | Jacopo Guarnieri | Łukasz Bodnar     | Błażej Janiaczyk  | Team Sky       |
| 2         | André Greipel       | Allan Davis      | Allan Davis      | Marcin Sapa       | Błażej Janiaczyk  | Team Sky       |
| 3         | Jawhen Hoetarovitsj | Allan Davis      | Allan Davis      | Dominique Rollin  | Błażej Janiaczyk  | Team Sky       |
| 4         | Mirco Lorenzetto    | Mirco Lorenzetto | Allan Davis      | Johnny Hoogerland | Błażej Janiaczyk  | Lampre-Farnese |
| 5         | Daniel Martin       | Daniel Martin    | Allan Davis      | Johnny Hoogerland | Błażej Janiaczyk  | Team Garmin    |
| 6         | Bauke Mollema       | Daniel Martin    | Grega Bole       | Johnny Hoogerland | Johnny Hoogerland | Team Garmin    |
| 7         | André Greipel       | Daniel Martin    | Allan Davis      | Johnny Hoogerland | Johnny Hoogerland | Team Garmin    |
| Eindstand | Eindstand           | Daniel Martin    | Allan Davis      | Johnny Hoogerland | Johnny Hoogerland | Team Garmin    |

## Etappe-uitslagen

### 1e etappe
| Sochaczew – Warschau (175,1 km) |                  |                   |          |
| Plaats                          | Naam             | Ploeg             | Tijd     |
| Winnaar                         | Jacopo Guarnieri | Liquigas-Doimo    | 4u05'32" |
| 2                               | Aitor Galdós     | Euskaltel-Euskadi | z.t.     |
| 3                               | Allan Davis      | Astana            | z.t.     |

| Algemeen klassement |                  |                   |          |
| Plaats              | Naam             | Ploeg             | Tijd     |
| Gele trui           | Jacopo Guarnieri | Liquigas-Doimo    | 4u05'32" |
| 2                   | Aitor Galdós     | Euskaltel-Euskadi | +00' 04" |
| 3                   | Blazej Janiaczyk | Poland BGZ        | z.t.     |

### 2e etappe
| Rawa Mazowiecka – Dąbrowa Górnicza (240 km) |                 |                   |          |
| Plaats                                      | Naam            | Ploeg             | Tijd     |
| Winnaar                                     | André Greipel   | Team HTC-Columbia | 6u02'52" |
| 2                                           | Allan Davis     | Astana            | z.t.     |
| 3                                           | Wouter Weylandt | Quick Step        | z.t.     |

| Algemeen klassement |                  |                   |           |
| Plaats              | Naam             | Ploeg             | Tijd      |
| Gele trui           | Allan Davis      | Astana            | 10u08'14" |
| 2                   | Jacopo Guarnieri | Liquigas-Doimo    | z.t.      |
| 3                   | André Greipel    | Team HTC-Columbia | z.t.      |

### 3e etappe
| Sosnowiec – Katowice (122,1 km) |                     |                    |          |
| Plaats                          | Naam                | Ploeg              | Tijd     |
| Winnaar                         | Jawhen Hoetarovitsj | Française des Jeux | 2u45'04" |
| 2                               | Lucas Haedo         | Team Saxo Bank     | z.t.     |
| 3                               | Allan Davis         | Astana             | z.t.     |

| Algemeen klassement |                  |                   |           |
| Plaats              | Naam             | Ploeg             | Tijd      |
| Gele trui           | Allan Davis      | Astana            | 12u53'14" |
| 2                   | André Greipel    | Team HTC-Columbia | +00' 03"  |
| 3                   | Jacopo Guarnieri | Liquigas-Doimo    | +00' 04"  |

### 4e etappe
| Tychy – Cieszyn (177,9 km) |                   |                     |          |
| Plaats                     | Naam              | Ploeg               | Tijd     |
| Winnaar                    | Mirco Lorenzetto  | Lampre-Farnese Vini | 4u07'36" |
| 2                          | Grega Bole        | Lampre-Farnese Vini | z.t.     |
| 3                          | Alessandro Ballan | BMC Racing Team     | z.t.     |

| Algemeen klassement |                   |                     |           |
| Plaats              | Naam              | Ploeg               | Tijd      |
| Gele trui           | Mirco Lorenzetto  | Lampre-Farnese Vini | 17u00'51" |
| 2                   | Grega Bole        | Lampre-Farnese Vini | +00' 07"  |
| 3                   | Alessandro Ballan | BMC Racing Team     | +00' 08"  |

### 5e etappe
| Jastrzębie Zdrój – Ustroń (149 km) |                 |                         |          |
| Plaats                             | Naam            | Ploeg                   | Tijd     |
| Winnaar                            | Daniel Martin   | Team Garmin-Transitions | 3u51'13" |
| 2                                  | Grega Bole      | Lampre-Farnese Vini     | +00' 20" |
| 3                                  | Sylwester Szmyd | Liquigas-Doimo          | z.t.     |

| Algemeen klassement |                   |                         |           |
| Plaats              | Naam              | Ploeg                   | Tijd      |
| Gele trui           | Daniel Martin     | Team Garmin-Transitions | 20u52'11" |
| 2                   | Grega Bole        | Lampre-Farnese Vini     | +00' 14"  |
| 3                   | Alessandro Ballan | BMC Racing Team         | +00' 21"  |

### 6e etappe
| Auschwitz – Bukowina Tatrzańska (228,5 km) |                  |                     |          |
| Plaats                                     | Naam             | Ploeg               | Tijd     |
| Winnaar                                    | Bauke Mollema    | Rabobank            | 5u54'30" |
| 2                                          | Michael Albasini | Team HTC-Columbia   | +00' 07" |
| 3                                          | Grega Bole       | Lampre-Farnese Vini | z.t.     |

| Algemeen klassement |               |                         |           |
| Plaats              | Naam          | Ploeg                   | Tijd      |
| Gele trui           | Daniel Martin | Team Garmin-Transitions | 26u46'50" |
| 2                   | Grega Bole    | Lampre-Farnese Vini     | +00' 08"  |
| 3                   | Bauke Mollema | Rabobank                | +00' 10"  |

### 7e etappe
| Nowy Targ – Krakau (163,9 km) |                     |                    |          |
| Plaats                        | Naam                | Ploeg              | Tijd     |
| Winnaar                       | André Greipel       | Team HTC-Columbia  | 3u51'58" |
| 2                             | Jawhen Hoetarovitsj | Française des Jeux | z.t.     |
| 3                             | Robert Förster      | Team Milram        | z.t.     |

| Algemeen klassement |               |                         |           |
| Plaats              | Naam          | Ploeg                   | Tijd      |
| Gele trui           | Daniel Martin | Team Garmin-Transitions | 30u38'48" |
| 2                   | Grega Bole    | Lampre-Farnese Vini     | +00' 08"  |
| 3                   | Bauke Mollema | Rabobank                | +00' 10"  |

## Eindklassementen
| Plaats    | Naam              | Ploeg                   | Tijd      |
| --------- | ----------------- | ----------------------- | --------- |
| Gele trui | Daniel Martin     | Team Garmin-Transitions | 30u38'48" |
| 2         | Grega Bole        | Lampre-Farnese Vini     | +00' 08"  |
| 3         | Bauke Mollema     | Rabobank                | +00' 10"  |
| 4         | Michael Albasini  | Team HTC-Columbia       | +00' 20"  |
| 5         | Alessandro Ballan | BMC Racing Team         | +00' 21"  |
| 6         | Sylwester Szmyd   | Liquigas-Doimo          | +00' 26"  |
| 7         | Marek Rutkiewicz  | Polska BGZ              | +00' 30"  |
| 8         | Diego Ulissi      | Lampre-Farnese Vini     | +00' 30"  |
| 9         | Tom Danielson     | Team Garmin-Transitions | +00' 33"  |
| 10        | Tiago Machado     | Team RadioShack         | +00' 41"  |
|           |                   |                         |           |
| 38        | Roy Sentjens      | Team Milram             | +11' 02"  |

| Plaats      | Naam            | Ploeg               | Punten |
| ----------- | --------------- | ------------------- | ------ |
| Groene trui | Allan Davis     | Astana              | 67     |
| 2           | Wouter Weylandt | Quick Step          | 61     |
| 3           | Grega Bole      | Lampre-Farnese Vini | 56     |

| Plaats      | Naam              | Ploeg           | Punten |
| ----------- | ----------------- | --------------- | ------ |
| Paarse trui | Johnny Hoogerland | Vacansoleil     | 11     |
| 2           | Marcin Sapa       | Orica-GreenEdge | 7      |
| 3           | Marek Rutkiewicz  | Polska BGZ      | 6      |

| Plaats    | Naam              | Ploeg               | Punten |
| --------- | ----------------- | ------------------- | ------ |
| Rode trui | Johnny Hoogerland | Vacansoleil         | 11     |
| 2         | Marcin Sapa       | Lampre-Farnese Vini | 7      |
| 3         | Błażej Janiaczyk  | Polska BGZ          | 6      |

| Plaats | Ploeg              | Tijd      |
| ------ | ------------------ | --------- |
|        | Garmin-Transitions | 91u59'44" |
| 2      | Caisse d'Epargne   | +01' 02"  |
| 3      | Lampre             | +01' 06"  |

Mannen: 1928 · 
1929 · 
1930-1932 · 
1933 · 
1934-1936 · 
1937 · 
1938 · 
1939 · 
1940-1946 · 
1947 · 
1948 · 
1949 · 
1950-1951 · 
1952 · 
1953 · 
1954 · 
1955 · 
1956 · 
1957 · 
1958 · 
1959 · 
1960 · 
1961 · 
1962 · 
1963 · 
1964 · 
1965 · 
1966 · 
1967 · 
1968 · 
1969 · 
1970 · 
1971 · 
1972 · 
1973 · 
1974 · 
1975 · 
1976 · 
1977 · 
1978 · 
1979 · 
1980 · 
1981 · 
1982 · 
1983 · 
1984 · 
1985 · 
1986 · 
1987 · 
1988 · 
1989 · 
1990 · 
1991 · 
1992 · 
1993 · 
1994 · 
1995 · 
1996 · 
1997 · 
1998 · 
1999 · 
2000 · 
2001 · 
2002 · 
2003 · 
2004 · 
2005 · 
2006 · 
2007 · 
2008 · 
2009 ·
2010 ·
2011 ·
2012 ·
2013 ·
2014 ·
2015 ·
2016 ·
2017 ·
2018 ·
2019 ·
2020 · 2021 · 2022 · 2023 · 2024
Vrouwen: 1998 · 1999 · 2000 · 2001 · 2002 · 2003 · 2004 · 2005 · 2006 · 2007 · 2008 · 2009-2015 · 2016 · 2017-2023 · 2024 · 2025
 Tour Down Under · 
 Ronde van Catalonië · 
 Gent-Wevelgem · 
 Ronde van Vlaanderen · 
 Ronde van het Baskenland · 
 Amstel Gold Race · 
 Ronde van Romandië · 
 Dauphiné · 
 Ronde van Zwitserland · 
 Clásica San Sebastián · 
 Ronde van Polen · 
 Vattenfall Cyclassics · 
 GP Ouest France-Plouay · 
  Eneco Tour · 
 Grote Prijs van Quebec · 
 Grote Prijs van Montreal